# パップス＝ギュルダンの定理
パップス・ギュルダンの定理（英: Pappus–Guldinus theorem）は、回転体の表面積と体積に関する相互に関連のある定理である。パップスの重心定理 (Pappus' centroid theorem)、パップスの定理 (Pappus' theorem)、ギュルダンの定理 (Guldinus theorem) とも呼ばれる。アレキサンドリアのパップスによって4世紀に発見され、後にパウル・ギュルダンによって独立に発見された。

## 第一定理
平面上にある有界な曲線 C の長さを s とし、C と同じ平面上にあり C と共有点を持たない軸 l の周りで C を一回転させた回転面の面積を S とする。回転させる曲線 C の重心 G から回転軸 l までの距離を R としたとき、
S = 2πRs
が成り立つ。この式は、
(回転体の表面積 S) = (曲線 C の重心 G が回転により描く軌跡の長さ) × (曲線 C の長さ s)
と解釈することができる。

## 第二定理
平面上にある図形 F の面積を S とし、F と同じ平面上にあり F を通らない軸 l の周りで F を一回転させた回転体の体積を V とする。回転させる図形 F の重心 G から回転軸 l までの距離を R としたとき、
V = 2πRS
が成り立つ。この式は、
(回転体の体積 V) = (図形 F の重心 G が回転により描く軌跡の長さ) × (図形 F の面積 S)
と解釈することができる。